# Moszyńscy herbu Nałęcz
Moszyńscy herbu Nałęcz – polska rodzina szlachecka, z Moszna w województwie lubelskiem, od XVIII wieku nosząca tytuł hrabiowski.
Założycielem hrabiowskiej linii Moszyńskich był Jan Kanty Moszyński, który w 1730 roku w Dreźnie zawarł związek małżeński z Fryderyką Aleksandrą Cosel, naturalną córką króla polskiego Augusta II Mocnego. Ze związku tego urodziło się dwóch synów: August Fryderyk Moszyński i Fryderyk Józef Moszyński. Obaj bracia zrobili zawrotne kariery w czasach panowania Stanisława Augusta Poniatowskiego. Uzyskali wiele zaszczytów, urzędów i dorobili się znacznego majątku.
Przedstawiciele
- Paweł (zm. 1593), żona Zofia Gołaska  
  - Janusz, rotmistrz królewski (zm. 1638)
  - Marcin (zm. 1627)
  - Michał, stolnik nadworny, żona Elżbieta Dzierżkówna, córka Jana Dzierżka, sędziego ziemskiego lubelskiego
    - Jan
    - Paweł, żona Zofia Leśniowska
      - Jakób (zm. 1681)

    - Mikołaj
    - Jędrzej, wojski horodelski
      - Michał
      - Stanisław, poległ pod Parkanami
      - Paweł, kanonik kamieniecki
      - Aleksander Michał, skarbnik podlaski, żona Ossolińska, siostra Jerzego
        - Ignacy SJ
        - Jan Kanty
          - August Fryderyk
            - Jan Nepomucen
              - Joanna, mąż – Piotr Stanisław Wojciech Moszyński, Stanisław Juriewicz
              - Fryderyka, mąż Ignacy Hilary Moszyński, syn Łukasza

          - Fryderyk Józef

Inni
- Łukasz, właściciel Łoniowa
- Stanisław Aleksander, kastzelan radomski[1]